# Albrecht Dieterich

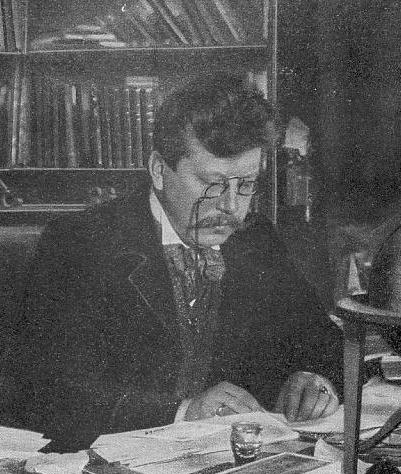
Albrecht Dieterich

Albrecht Dieterich (* 2. Mai 1866 in Hersfeld; † 6. Mai 1908 in Heidelberg) war ein deutscher Klassischer Philologe und Religionswissenschaftler.

## Leben

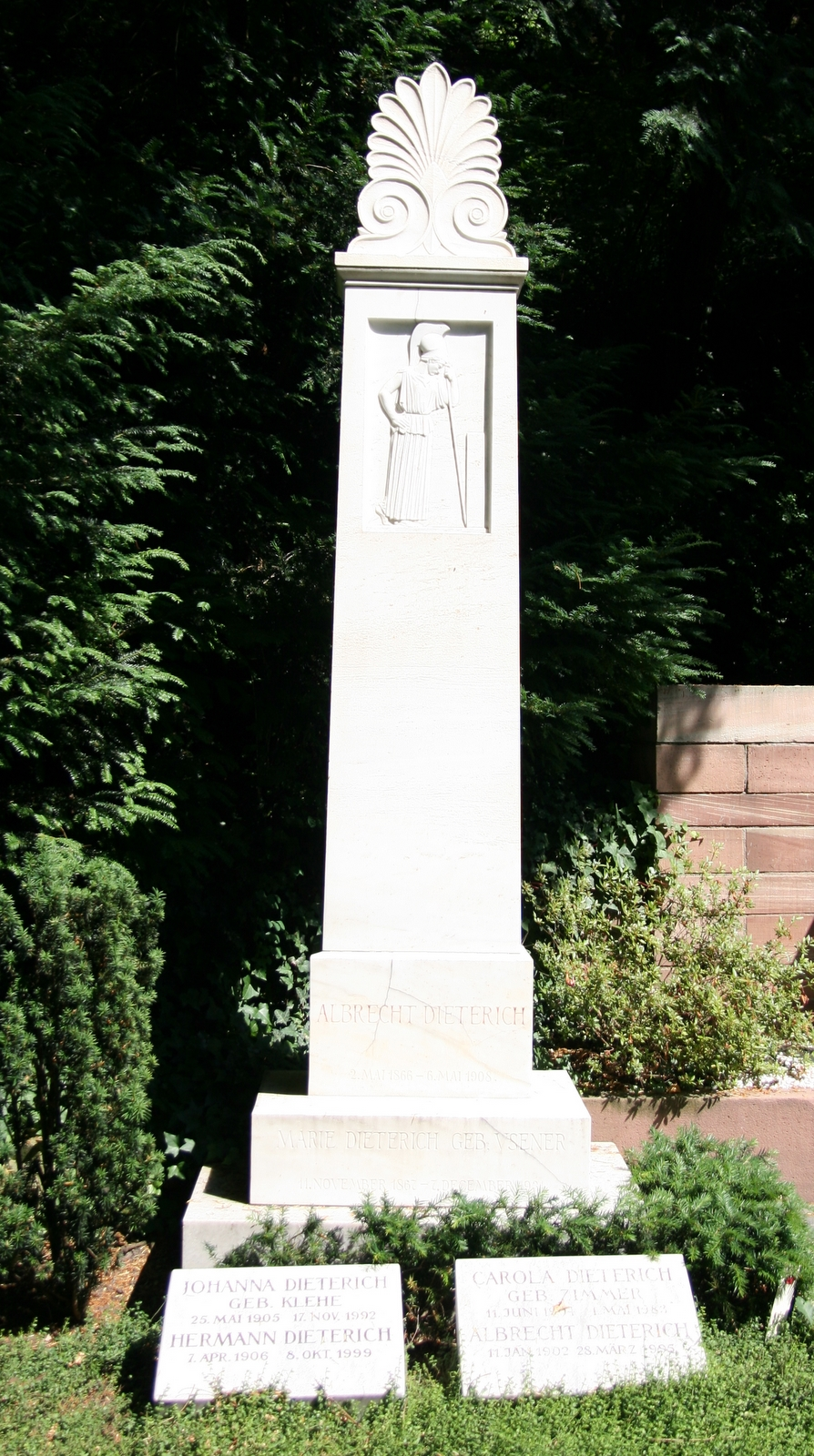
Familiengrabanlage Albrecht Dieterich auf dem Bergfriedhof (Heidelberg) in der Abteilung Y

Albrecht Dieterich war der Sohn des Gymnasiallehrers Albrecht Dieterich und der Henriette geb. Münscher (Tochter des Gymnasialdirektors Friedrich Münscher). Nach dem Besuch des dortigen Gymnasiums studierte er Klassische Philologie an den Universitäten Leipzig und Bonn, wo er sich eng an Hermann Usener anschloss. Unter dessen Einfluss wandte er sich der antiken Religion zu und promovierte 1888 mit einer Arbeit über den Leidener Zauberpapyrus. Drei Jahre später erfolgte seine Habilitation in Marburg mit einer Arbeit über die Orphischen Hymnen. In den nächsten Jahren spezialisierte er sich auf den Volksglauben und unternahm Reisen nach Griechenland und Italien. 1895 wurde er in Marburg zum außerordentlichen Professor ernannt und 1897 nach Gießen als Nachfolger von Eduard Schwartz auf einen Lehrstuhl für Klassische Philologie berufen.
In den folgenden Jahren widmete sich Dieterich gleichermaßen der Volkskunde und der Klassischen Philologie. 1899 heiratete er Maria Usener, die Tochter seines Lehrers Hermann Usener. Mit ihr zog er 1903 nach Heidelberg, von wo er einen Ruf zum ordentlichen Professor erhalten hatte. Einen Ruf an die Universität Halle (1907) lehnte er ab. Im Folgejahr starb er in Heidelberg und hinterließ seine Frau sowie zwei Söhne. Nach seinem Tod gab sein Kollege Richard Wünsch 1911 seine Kleinen Schriften mit Biografie und Porträt heraus.
Das Grab auf dem Heidelberger Bergfriedhof ist ein hochaufragender Pfeiler aus weißem Marmor. Auf dem Stelenschaft befindet sich eine Darstellung der Pallas Athene, wie man sie auch am Grab des Politikers Gustav Radbruchs findet, unweit Dieterichs Grab. Neben ihm ruhen seine Ehefrau Marie (geb. Usener, eine Nichte des Philosophen Wilhelm Dilthey) und weitere Familienangehörige.
Zu seinen Schülern gehörten neben anderen die Philologen Ludwig Deubner, Friedrich Pfister und Otto Weinreich, der Historiker Wilhelm Weber und der Volkskundler Eugen Fehrle.

## Schriften (Auswahl)
- Prolegomena ad papyrum magicam Musei Lugdunensis Batavi. Leipzig 1888 (Dissertation).
- Abraxas. Studien zur Religionsgeschichte des späteren Altertums. Leipzig 1891. Nachdruck Aalen 1973.
- Nekyia. Beiträge zur Erklärung der neuentdeckten Petrusapokalypse. Leipzig 1893. 2. Auflage 1913. Nachdruck Stuttgart 1969.
- Die Grabschrift des Aberkios. Teubner, Leipzig 1896.
- Pulcinella, pompejanische Wandbilder und römische Satyrspiele. Leipzig 1897. Nachdruck Aalen 1982.
- Über Wesen und Ziele der Volkskunde. Leipzig 1902.
- Eine Mithrasliturgie. Leipzig 1903. 2. Auflage 1910. 3. Auflage 1923. Nachdrucke Darmstadt und Stuttgart 1966.
- Mutter Erde. Ein Versuch über Volksreligion. Leipzig 1905. 2. Auflage 1913. 3., erweiterte Auflage 1925. Nachdruck Stuttgart 1973.
- Kleine Schriften. Leipzig 1911.